# Лешек Колаковський
Лешек Колаковський (пол. Leszek Kołakowski; 23 жовтня 1927, Радом — 17 липня 2009, Оксфорд) — польський філософ, історик філософії та есеїст. Фахівець з марксизму, критик соціалізму і тоталітаризму. Свої погляди Колаковській зміг відкрито висловлювати після еміграції в США в 1968 році.

## Біографія
Початок Другої світової війни зустрів у віці 12 років. Під час нацистської окупації школи були заборонені, і Лешек самостійно вивчав літературу й іноземні мови. Крім того, йому дісталося кілька томів енциклопедії, і їх він теж жадібно читав. Як він розповідав згодом, він знав все на букву A, D і E, а на букву B і C — нічого.
Після війни успішно закінчив Варшавський університет і став професором філософії, — дисципліни, яка за тодішнього прорадянського режиму була просякнута комуністичною ідеологією. Спочатку Колаковський повністю поділяв комуністичні погляди і вступив у компартію — Польську об'єднану робочу партію.
Поступово розчарувався в комунізмі і став все різкіше критикувати режим. За це в 1966 році його виключили з партії, а ще два роки по тому звільнили з роботи. Після цього він прийняв запрошення Каліфорнійського університету в Берклі, а потім влаштувався в Оксфорді, де викладав в коледжі All Souls.
Головною працею став виданий 1978 року тритомник «Головні напрями марксизму. Виникнення. Розвиток. Занепад». Лешек Колаковський відстоював тезу про те, що жорстокість сталінізму була не спотворенням, але логічним наслідком марксистської теорії. Незважаючи на свої проникливі дослідження і неприйняття марксизму, Колаковський продовжує бачити в Марксі філософа, хоч і не розділяє його погляди.

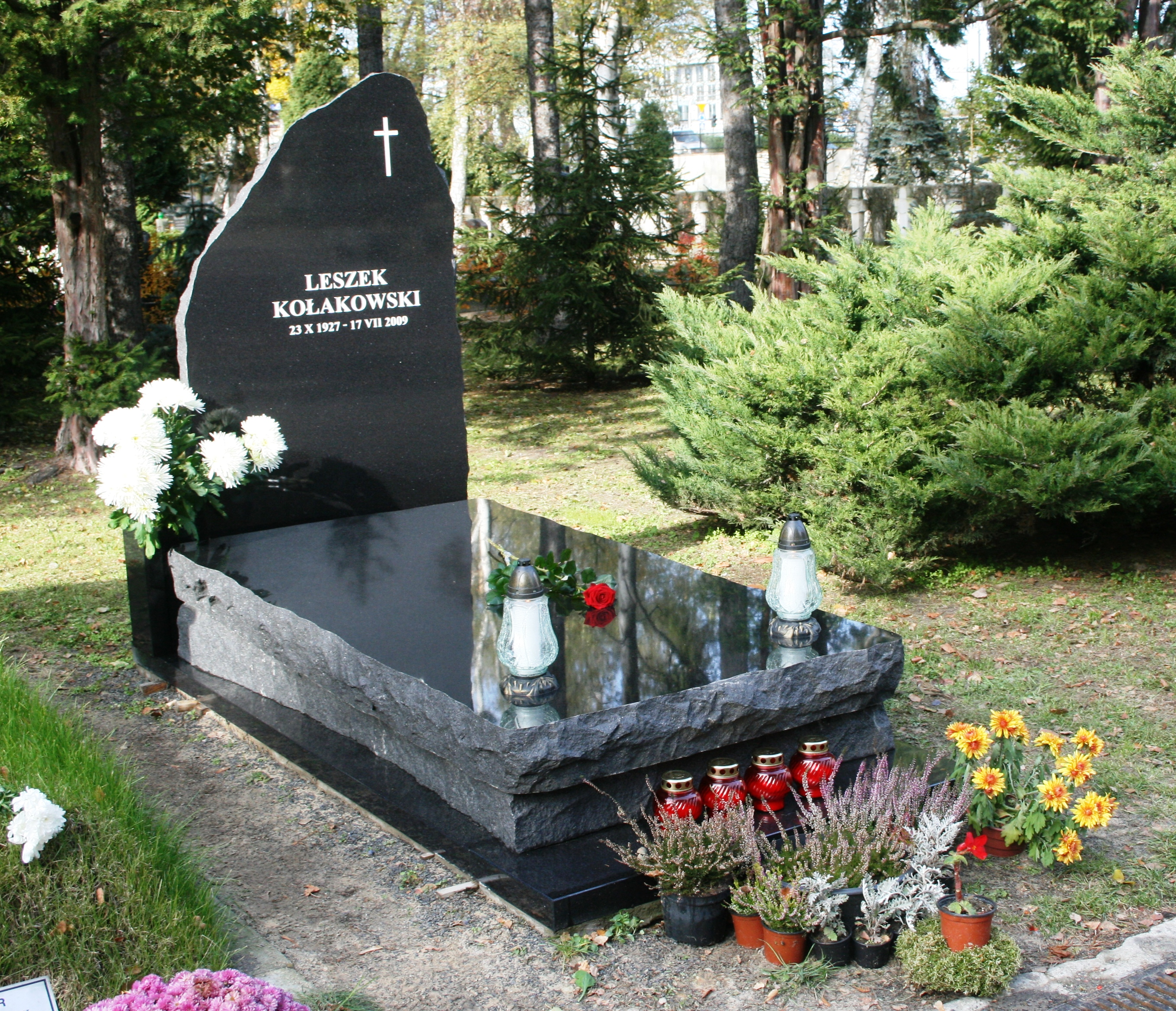
Місце поховання, кладовище Військові Повонзки, Варшава

На Заході здобув популярність як фахівець з Гуссерля. Як не дивно, але до Гуссерля Колаковський висуває претензії, фактично, з марксистських позицій. Так, він указує на те, що Гуссерль пропагує, нібито, «відхід від життя», оскільки у Гуссерля проблема перекидання моста від Я до суспільства, згідно з Колаковським, «нерозв'язна» (див. роботу Лешека Колаковського «Гуссерль і пошук визначеності», Нью-Гейвен 1975, с.80). Нам залишається, як вважає Колаковський, «або послідовний емпіризм, з його релятивістськими, скептичними результатами» або «трансцендентальний догматизм, який не може насправді виправдати себе і залишається, урешті-решт, довільним рішенням» (там же, с.85).
У 1983 був удостоєний європейської премії Еразмус.
У 2007 році отримав престижну Єрусалимську премію, а незадовго до цього — ще 2 важливих нагороди: у 2004 році — Клуговську Премію бібліотеки Конгресу (Kluge Prize of the Library of Congress), а в 2006 році — медаль св. Георгія.
Останніми роками писав п'єси і короткі оповідання, а також цікавився питаннями релігії.

## Праці
Перекладені українською
- Похвала неконсеквентності, або Як бути консервативно-ліберальним соціалістом / Пер. з пол. та англ. Богдани Матіяш, упор. Ярослав Грицак. — Київ: Грані-Т, 2012. — 320 с.
- Мої правильні погляди на все / Пер. з пол. — Київ: Видавничий дім «Києво-Могилянська Академія», 2005. — 280 с. — http://publish-ukma.kiev.ua/ua/katalog/filosofiya-kulturologiya/22-moyi-pravilni-poglyadi-na.html [Архівовано 8 лютого 2021 у Wayback Machine.]